# Michael Spindler
Michael Spindler, soprannominato the Diesel (Berlino, 22 dicembre 1942 – 2017), è stato un informatico tedesco.
È stato presidente ed amministratore delegato di Apple Computer dal 1993 al 1996.
Nato in Germania, ha lavorato per molto tempo dentro Apple. I suoi successi nell'azienda lo hanno fatto diventare direttore del mercato europeo. Spindler è stato scelto come successore di John Sculley quando questo è stato estromesso dal consiglio direttivo nel giugno del 1993.
Spindler ha presieduto la realizzazione di molti progetti. I più importanti sono l'introduzione dei processori PowerPC, il progetto del nuovo sistema operativo Copland (poi abbandonato da Gil Amelio) e il progetto Apple Newton. Ha iniziato anche a discutere con IBM, Sun Microsystems e Philips di una possibile fusione, ma il progetto non è andato in porto. È ricordato per la vertiginosa espansione dei modelli Macintosh avvenuta sotto la sua gestione e per i molti problemi finanziari che l'azienda ha affrontato sotto la sua guida. È stato sostituito da Gil Amelio il 2 febbraio 1996.